# Monochaetopsis antirrhini
Monochaetopsis antirrhini är en svampart som beskrevs av Pat. 1931. Monochaetopsis antirrhini ingår i släktet Monochaetopsis, divisionen sporsäcksvampar och riket svampar.   Inga underarter finns listade i Catalogue of Life.